# 10forBrass
10forBrass ist ein 2010 gegründetes deutsches Blechbläserensemble, das im In- und Ausland konzertiert.

## Über das Ensemble
Das Ensemble wurde 2010 von jungen Musikern aus dem gesamten deutschen Bundesgebiet gegründet. Es setzt sich aus elf Musikern zusammen, die nach Studien an den Musikhochschulen in Berlin, Frankfurt am Main, Hamburg, Hannover, Köln, Leipzig, Stuttgart und Weimar feste Engagements in deutschen Sinfonieorchestern innehaben. Zuvor spielten alle Mitglieder des Ensembles in internationalen Auswahlorchestern, darunter die Junge Deutsche Philharmonie, das Gustav Mahler Jugendorchester, das Junge Philharmonische Orchester Niedersachsen und die Orchesterakademie des Schleswig-Holstein Musik Festivals. 

## Konzerttätigkeit

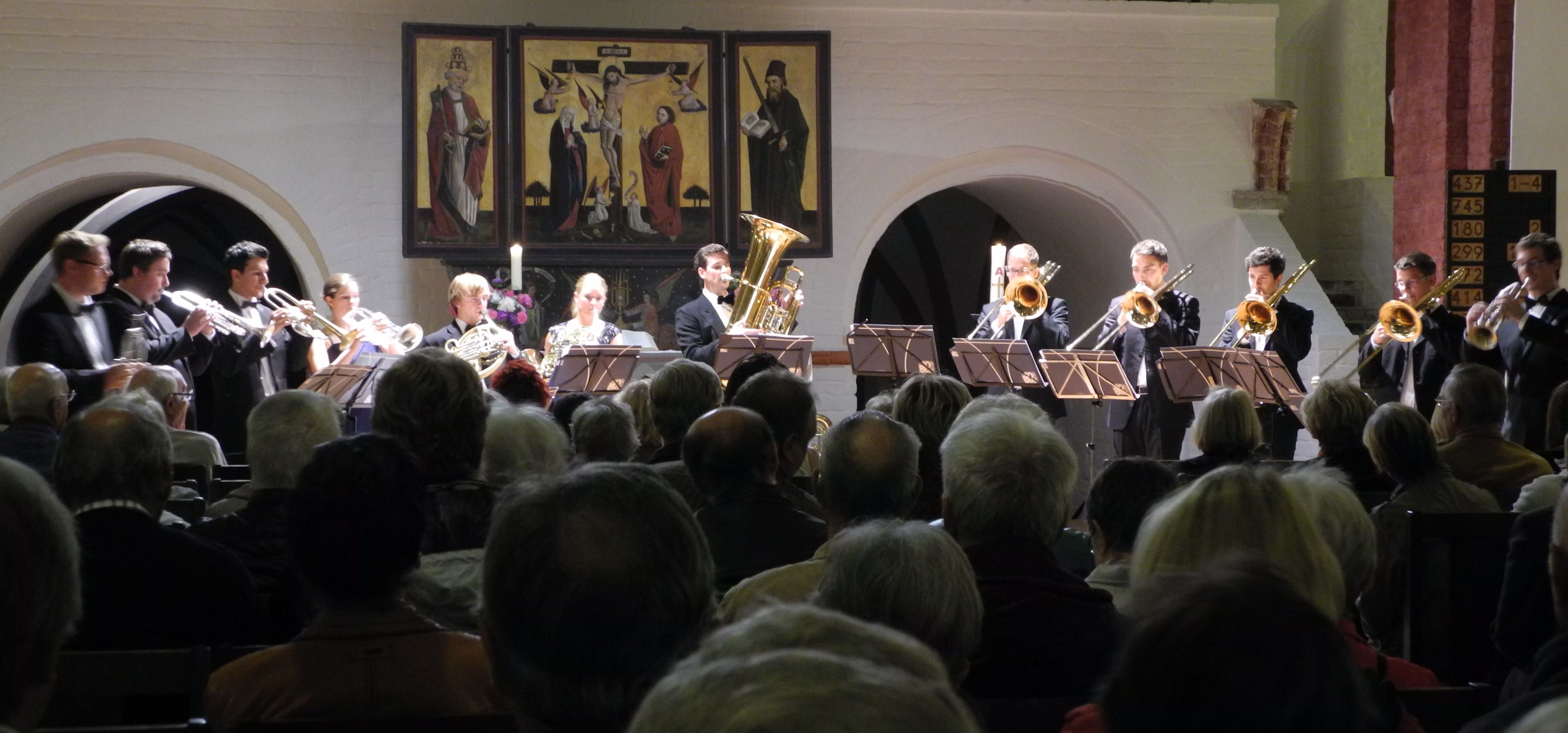
Konzert im Dom zu Brandenburg an der Havel (2014)

Das Ensemble tritt bundesweit in großen Sälen auf, so zum Beispiel beim „Lunchkonzert“ in der Philharmonie Berlin und beim Saisoneröffnungskonzert der Philharmonie Essen. Zudem gastierte es bei Festivals wie dem Schleswig-Holstein Musik Festival, dem MDR-Musiksommer und dem Hohenloher Kultursommer.
2013 strahlte der Sender ARTE eine Folge der Sendung Stars von morgen mit Rolando Villazón aus, in der 10forBrass mit Interpretationen von Dmitri Schostakowitschs Festlicher Ouvertüre Op. 96 und Irving Berlins Puttin’ on the Ritz vorgestellt wurde.

## Repertoire
10forBrass widmet sich neben der gängigen Literatur für 10er-Ensemble der Erweiterung des Repertoires für diese Standardformation. Das Repertoire umfasst mehrere musikalische Epochen, von Johann Sebastian Bach über Dmitri Schostakowitsch bis George Gershwin und Chick Corea, deren Stücke für Blechbläser arrangiert wurden. Außerdem werden von den Musikern zunehmend Aufträge für Neukompositionen vergeben.

## Preise und Auszeichnungen
- 2011: Stipendium des Deutschen Musikwettbewerb
- 2013: 2. Preis beim Felix Mendelssohn Bartholdy Hochschulwettbewerb 2. Preis[9]

## Diskographie
- Portrait.  Werke von u. a. J. S. Bach, Debussy, Dukas, Händel, Mahler, Schostakowitsch (Genuin classics; 2013)
- Original. Werke von u. a. Herbert Baumann, Derek Bourgeois, Jan Koetsier, Michael Nyman, (Genuin classics; 2015)
- Opera. Werke von Borodin, Dvořák, Humperdinck, Prokofjew, Rossini, von Weber (Genuin classics; 2019)